# Trichomycterus borellii
Trichomycterus borellii es una especie de peces de la familia Trichomycteridae en el orden de los Siluriformes.

## Morfología
• Los machos pueden llegar alcanzar los 11 cm de longitud total.

## Distribución geográfica
Se encuentra en la Argentina (Salta, Catamarca y Mendoza) y Bolivia (Aguairenda ).